# Bildauflösung
Die Bildauflösung, kurz auch Auflösung genannt, ist ein umgangssprachlicher Begriff für die Bildschärfe bzw. Bildgröße einer Rastergrafik. Sie wird durch die Gesamtzahl der Bildpunkte oder durch die Anzahl der Spalten (Breite) und Zeilen (Höhe) einer Rastergrafik angegeben.

## Einordnung
Der Begriff Auflösung wird in der Praxis mehrdeutig und in vielen Bereichen verwendet, wodurch es zu Missverständnissen kommen kann. Auflösung im physikalischen Sinn (Bildelemente pro Länge) bezeichnet die Punktdichte einer Wiedergabe oder Bildabtastung und ist damit – neben der Farbtiefe – ein Maß für die Qualität.
Bei Rastergrafiken selbst, die z. B. als Datei vorliegen, muss außerdem angegeben werden, welches Dateiformat verwendet wird. So kann eine kleinere, beispielsweise nur 200 Byte große Favicon-Grafikdatei eine durchaus „exzellente und 100 % perfekte“ Wiedergabequalität liefern.
Auflösung im technischen Sinn ist wiedergabebezogen. Solange die Wiedergabe auf physikalisch immer gleichen Medien erfolgt, beispielsweise einem 9 × 13 cm großen Fotoabzug oder identischen Fernsehern, hängt die dort erreichte Qualität auch von der Größe der ursprünglichen Rastergrafik ab. Da im Allgemeinen jedoch nicht klar ist, wie die Ausgabe in allen späteren Fällen genau erfolgt, kann die „Bildauflösung“ nicht als direktes Maß für eine allgemeine Wiedergabequalität dienen. Zudem sind die Kriterien je nach Verwendungszweck unterschiedlich, da auch der subjektive Eindruck eines Bildes entscheidet.
Für technische Prozesse, die eine Rastergrafik wiedergeben, gilt: Je größer die Grafik ist („Bildauflösung“ bzw. Bildgröße in Pixeln),
- desto besser kann die erreichte Wiedergabequalität sein
- oder desto größer kann sie mit identischer Qualität wiedergeben werden.

Bedingt durch diverse technische Faktoren ist der Zusammenhang nicht linear bzw. nur eingeschränkt linear. In der Praxis versucht man oft, eine möglichst große Grafik zu verwenden, um eine spätere Wiedergabequalität zumindest nicht von vorneherein einzuschränken. Im Einzelfall kann dies aber auch unverhältnismäßig aufwendig werden.

## Darstellung der Größe

Sinnbild für Bedienelemente zur Einstellung der Bildgröße nach IEC 60417

Die Grafikgröße kann in zwei Varianten dargestellt werden:
1. als Gesamtanzahl der Bildpunkte, was zum Beispiel in der Digitalfotografie mit der Einheit Megapixel („Millionen Bildpunkte“) üblich ist,
2. als Anzahl Bildpunkte je Zeile (horizontal) mal Anzahl Bildpunkte je Spalte (vertikal). Die Angabe erfolgt dann z. B. als „1024 × 768“ und entspricht oft einem Grafikstandard. In der Fernsehtechnik wird gleichbedeutend von „Punkten pro Zeile“ gesprochen und mit „Punkten pro Zeile“ mal „Anzahl Zeilen“ gerechnet.

In der zweiten, ausführlicheren Variante wird auch das Verhältnis zwischen Breite und Höhe ersichtlich, so dass man eine Vorstellung vom Seitenverhältnis bekommt.
Sind in einer Grafik die Bildpunkte nicht in einem geometrisch regelmäßigen Raster, sondern willkürlich angeordnet, oder besitzt das Bild selbst gar keine Rechteck- (oder andere regelmäßige) Form, so sind als Auflösung nur die Gesamtzahl der Bildpunkte und eventuell ihre lokale Dichte (pro Längeneinheit oder Fläche) bestimmbar. Eine Angabe des Pixelzahl-Produkts (Breite × Höhe) ist dann meist nicht möglich. So etwa in der Silberhalogenid-Fotografie oder bei LED-Verkehrsleitsystemen, die mit diskreten – nicht bildfeldfüllenden – Lichtpunkten nur wenige festgelegte Zeichendarstellungen signalisieren können, z. B. – als Tempolimit – „80“, „100“ oder Diagonale im Doppelkreis. Auch viele LCDs verwenden Anordnungen, die nicht einer Punktmatrix entsprechen, insbesondere in einfachen Geräten wie z. B. Wetterstationen oder Digitaluhren. Diese Anordnungen können aber durchaus bildfüllend sein, da LCD-Pixel nicht rechteckig sein müssen. Bei Zeilendisplays, die hauptsächlich für die Darstellung von Text verwendet werden, wird die Auflösung oft in Zeilen × Spalten angegeben, wobei jede Spalte ein Zeichen darstellen kann. Dasselbe gilt für den Textmodus im Bereich der Computergrafik.

## Bildschirmwiedergabe
Bei herkömmlichen analogen Kathodenstrahlröhrenbildschirmen ist das Format des Eingangssignals (Größe in Bildpunkten) identisch mit der wiedergegebenen Größe, die Bildpunkte werden eins zu eins übertragen. Abhängig von der Wiedergabeelektronik können vom Gerät auf der Bildröhre verschiedene Grafik- bzw. Videoformate mit unterschiedlichen Bildgrößen (in Pixeln) wiedergegeben werden. Durch die Steuerelektronik werden diese auf dem Bildschirm immer mit gleicher Breite und Höhe (im Allgemeinen als bildschirmfüllendes Vollbild) dargestellt.
Auf einem modernen Bildanzeigegerät hingegen, wie zum Beispiel einem Plasma- oder Flüssigkristallbildschirm, ist das Wiedergaberaster bauartbedingt fest vorgegeben. Es kann sich von dem Format des Eingangssignals unterscheiden.
Zur möglichst korrekten Darstellung müssen die Pixelzahlen von Breite und Höhe des Signals dann auf das Ausgaberaster transformiert (skaliert) werden. Hierbei kommt es – insbesondere bei einer Verkleinerung, aber auch bei einer Vergrößerung – zu Verlusten von Bildinhalten. Es können Bildinformationen verlorengehen oder Bildartefakte entstehen. Die Ausführung und der technische Aufwand, der bei der Transformation betrieben wird, bestimmen die Wiedergabequalität, insbesondere auch die wahrgenommene Qualität.

## Farbtiefe
Die Farbtiefe gibt die Feinheit der Abstufungen an, mit der die Farbe einzelner Bildelemente einer Rastergrafik wiedergegeben werden kann. Neben der Pixelanzahl ist sie eine der bestimmenden Größen einer Rastergrafik.

## Native Auflösung
Eine Auflösung, die exakt der physikalischen digitalen Auflösung (Pixelzahl) eines Anzeigegerätes entspricht, wird als native Auflösung bezeichnet.
Die Kenntnis der nativen Auflösung eines Anzeigegeräts ist deshalb wichtig, weil sich fast jede Auflösungsänderung negativ auf die Bildqualität auswirkt (eine Ausnahme ist z. B. die Vervierfachung der Auflösung, bei der die Qualität unverändert bleibt, sofern das Anzeigegerät keine Interpolation durchführt). Wenn möglich, sollte das digitale Bild nur an einer Stelle des Signalwegs in seiner Auflösung geändert werden, und zwar direkt in die native Auflösung des Anzeigegeräts.
Beispiel: Ein Foto mit 6 Megapixeln soll auf einem Beamer mit WXGA (1280 × 800) angezeigt werden. Der Laptop zur Wiedergabe hat eine Auflösung von 1680 × 1050 Bildpunkten. Würde man am Laptop diese Auflösung für den Ausgang zum Beamer nutzen, müsste das Foto zweimal umgerechnet werden: erst von 6 Megapixeln auf 1680 × 1050, und dann nochmal im Beamer von 1680 × 1050 auf 1280 × 800. Besser ist es, direkt am PC-Ausgang ebenfalls 1280 × 800 einzustellen, da beim einmaligen Umrechnen weniger Qualität verloren geht. Das Display des Laptops hingegen wird das Bild in aller Regel wieder auf 1680 × 1050 hochskalieren, wobei einige Grafiktreiber hier konfigurierbar sind, das Bild ähnlich einer Windowbox anzuzeigen.

### Röhrenmonitor

#### Monochrom-Röhren
Bei einfarbigen „Monochrom“-Röhren gibt es keine „native Auflösung“, und auch eine optimale Auflösung kann nicht objektiv berechnet, sondern nur grob abgeschätzt werden. Dies hat folgende Gründe:
Bei Röhrenmonitoren wird die Auflösung in erster Linie begrenzt durch die Fokussierung des Elektronenstrahls sowie durch die Bandbreite, die die Elektronik zulässt. Die Fokussierung des Elektronenstrahls ist zumeist über ein im Inneren des Monitors verbautes Potentiometer beliebig einstellbar. Aus dem Lochabstand kann man keine Rückschlüsse auf die werksmäßig oder nachträglich eingestellte Fokussierung ziehen.
Auch wenn die Dicke des Elektronenstrahls bekannt ist, kann daraus nicht die maximale Auflösung errechnet werden, da sich die einzelnen Zeilen leicht überlappen dürfen. Sie sollten zumindest aneinanderstoßen, denn sonst wäre das Zeilenraster störend erkennbar. Überlappen sie sich hingegen zu stark, wirkt das Bild unscharf. Die optimale Auflösung wird somit zur Geschmacksfrage.

#### Farb-Röhren
Neben Schwarzweißbildröhren, deren Leuchtschirm keine Strukturen aufweist, gibt es drei Arten von Farbbildröhren: solche mit Lochmaske, mit Schlitzmaske und mit Streifenmaske. Bei Schlitzmasken und Lochmasken muss die Fokussierung des Elektronenstrahls so gewählt sein, dass er immer gleich mehrere Bildpunkte überstreicht, da es sonst zu Moiré-Effekten käme. Die einzelnen Bildpunkte einer Schlitz- oder Lochmaskenröhre sind in keinem Fall individuell ansprechbar so wie etwa die eines TFT-Displays. Die einzelnen Bildpunkte stellen daher auch keinesfalls die „native Auflösung“ dar. Die erreichbare Auflösung liegt vielmehr etwas darüber. Bei einer Streifenmaskenröhre kann es nicht zu Moiré-Effekten kommen, so dass die Fokussierung des Strahls wie bei einer Schwarzweißbildröhre nicht darauf Rücksicht nehmen muss. Die Streifenmaske begrenzt die Auflösung somit nur in X-Richtung. Aber auch hier gilt, dass die einzelnen Unterteilungen nicht individuell angesteuert werden können und die erreichbare Auflösung etwas höher ist als die Anzahl der Streifen.

## Standards

### Computer

Standard-Bildgrößen im IT-Bereich. Verwendet wird eine logarithmische Darstellung.
Die Achsenbeschriftung zeigt die Werte der eingetragenen Auflösungen (und nicht die Teilung der Skalenwerte).

Im IT-Bereich existieren diverse (de facto) standardisierte Grafikmodi. Diese wurden entweder durch die technischen Eigenheiten bestimmter Grafikstandards oder durch die Video Electronics Standards Association (VESA) definiert.

Grafischer Vergleich gebräuchliche Bildauflösungen

In der Praxis gibt es bei Desk- und Laptopmonitoren nur die Seitenverhältnisse 5:4 (1,25), 4:3 (1,33), 16:10 (1,6) und 16:9 (1,78). Bei abweichenden Seitenverhältnissen wird die Grafik bei der Wiedergabe in der Breite gestaucht oder gestreckt, insbesondere wird aus 15:9 meist 16:9.
Manche Bezeichnungen, wie zum Beispiel XGA, wurden durch die gängige Werbepraxis so verwaschen, dass es mittlerweile vielfältige Interpretationen der ursprünglichen Standards – meist ergänzt durch weitere Buchstaben – gibt, die nicht Teil des jeweiligen Standards sind.
Quad (Q) steht für eine Vervierfachung der Pixelzahl der Basisgröße (Verdopplung von Breite und Höhe), Quarter (ebenfalls Q) für eine Viertelung (Halbierung von Breite und Höhe) und Hex (H) für eine Versechzehnfachung (Vervierfachung von Breite und Höhe). Bei den Breitbildgrößen wird das W manchmal auch mit einem Bindestrich abgetrennt und/oder nach hinten gestellt, z. B.: WXGA, W-XGA, XGAW, XGA-W. Die Auflösungen unterhalb der ursprünglichen VGA-Auflösung kommen heute vor allem in Mobiltelefon- und PDA-Anzeigen vor – häufig auch hochkant. Moderne Computermonitore und -grafikkarten unterstützen Bildgrößen bis zu 7.680 × 4.320 Pixeln.

DAR = Anzeige-Seitenverhältnis | PAR = Pixel-Seitenverhältnis
| Abkürzung          | Name                                                               | x     |   | y    | SAR (x∶y)     | DAR           | PAR   | x·y         |
| ------------------ | ------------------------------------------------------------------ | ----- | - | ---- | ------------- | ------------- | ----- | ----------- |
| QQVGA              | Quarter QVGA                                                       | 160   | × | 120  | 4∶3           | 4∶3           | 1∶1   | 19.200      |
| GB                 | Game Boy                                                           | 160   | × | 144  | 10∶9          | 10∶9          | 10∶9  | 23.040      |
| GBC                | Game Boy Color                                                     | 160   | × | 144  | 10∶9          | 10∶9          | 10∶9  | 23.040      |
| Palm LoRes         | Palm Low Resolution                                                | 160   | × | 160  | 1∶1           | 1∶1           | 1∶1   | 25.600      |
| GBA                | Game Boy Advance                                                   | 240   | × | 160  | 3∶2           | 3∶2           | 1∶1   | 38.400      |
|                    |                                                                    | 480   | × | 160  | 3:1           | 3             | 1∶1   | 76.800      |
| ⅛VGA               | ⅛ VGA                                                              | 240   | × | 180  | 4∶3           | 4∶3           | 1∶1   | 43.200      |
| ZXS                | ZX Spectrum                                                        | 256   | × | 192  | 4∶3           | 4∶3           | 1∶1   | 49.152      |
| NDS                | Nintendo DS                                                        | 256   | × | 192  | 4∶3           | 4∶3           | 1∶1   | 49.152      |
| CGA                | Color Graphics Adapter                                             | 320   | × | 200  | 8∶5           | 4∶3           | 0.833 | 64.000      |
| QVGA               | Quarter VGA                                                        | 320   | × | 240  | 4∶3           | 4∶3           | 1∶1   | 76.800      |
|                    |                                                                    | 360   | × | 240  | 3∶2           | 3∶2           | 1∶1   | 86.400      |
|                    |                                                                    | 384   | × | 240  | 8∶5           | 4∶3           | 0.833 | 92.160      |
| 3DS                | Nintendo 3DS Auflösung je Auge                                     | 400   | × | 240  | 5∶3           | 5∶3           | 1∶1   | 96.000      |
| WQVGA              | Wide QVGA                                                          | 432   | × | 240  | 9∶5           | 9∶5           | 1∶1   | 103.680     |
|                    | PSION Serie 5                                                      | 640   | × | 240  | 8:3           | 8:3           | 1∶1   | 153.600     |
| PSP                | PlayStation Portable                                               | 480   | × | 272  | 16∶9          | 16∶9          | 1.007 | 130.560     |
| QSVGA              | Quarter SVGA                                                       | 400   | × | 300  | 4∶3           | 4∶3           | 1∶1   | 120.000     |
| Palm HiRes         | Palm High Resolution                                               | 320   | × | 320  | 1∶1           | 1∶1           | 1∶1   | 102.400     |
| HVGA               | Half VGA                                                           | 480   | × | 320  | 3∶2           | 3∶2           | 1∶1   | 153.600     |
| HGC                | Hercules Graphics Card                                             | 720   | × | 348  | 60:29         | 4∶3           | 0.644 | 250.560     |
| EGA                | Enhanced Graphics Adapter                                          | 640   | × | 350  | 64:35         | 4∶3           | 0.729 | 224.000     |
| MDA                | Monochrome Display Adapter                                         | 720   | × | 350  | 72:35         | 4∶3           | 0.648 | 252.000     |
|                    |                                                                    | 480   | × | 360  | 4∶3           | 4∶3           | 1∶1   | 172.800     |
| QHD                | Quarter HD                                                         | 640   | × | 360  | 16∶9          | 16∶9          | 1∶1   | 230.400     |
|                    | Apple Lisa                                                         | 720   | × | 364  | ≈ 2:1         | 4∶3           | 0.674 | 262.080     |
| HSVGA              | Half SVGA                                                          | 600   | × | 400  | 3∶2           | 3∶2           | 1∶1   | 240.000     |
| WVGA, WGA          | Wide VGA                                                           | 720   | × | 400  | 9∶5           | 9∶5           | 1∶1   | 288.000     |
| VGA                | Video Graphics Array                                               | 640   | × | 480  | 4∶3           | 4∶3           | 1∶1   | 307.200     |
|                    |                                                                    | 720   | × | 480  | 3∶2           | 3∶2           | 1∶1   | 345.600     |
| WVGA, WGA          | Wide VGA                                                           | 800   | × | 480  | 5∶3           | 5∶3           | 1∶1   | 384.000     |
| WVGA, WGA          | Wide VGA                                                           | 848   | × | 480  | ≈ 16:9        | 16∶9          | 1.006 | 407.040     |
| WVGA, WGA          | Wide VGA                                                           | 852   | × | 480  | ≈ 16:9        | 16∶9          | 1.001 | 408.960     |
| WVGA, WGA          | Wide VGA                                                           | 864   | × | 480  | 9∶5           | 9∶5           | 1∶1   | 414.720     |
| WVGA, WGA          | Wide VGA                                                           | 858   | × | 484  | ≈ 16:9        | 16∶9          | 1.002 | 415.272     |
|                    |                                                                    | 720   | × | 540  | 4∶3           | 4∶3           | 1∶1   | 388.800     |
| qHD, QHD           | Quarter HD                                                         | 960   | × | 540  | 16∶9          | 16∶9          | 1∶1   | 518.400     |
|                    |                                                                    | 960   | × | 540  | 16∶9          | 16∶9          | 1∶1   | 518.400     |
| PS Vita            | PlayStation Vita                                                   | 964   | × | 544  | ≈ 16:9        | 16∶9          | 1∶1   | 524.416     |
| PAL-D              | PAL Digital                                                        | 768   | × | 576  | 4∶3           | 4∶3           | 1∶1   | 442.368     |
| WXGA               | Wide XGA                                                           | 1024  | × | 576  | 16∶9          | 16∶9          | 1∶1   | 589.824     |
| SVGA               | Super VGA                                                          | 800   | × | 600  | 4∶3           | 4∶3           | 1∶1   | 480.000     |
| WSVGA              | Wide SVGA                                                          | 1024  | × | 600  | ≈ 17:10       | 16∶9          | 1.041 | 614.400     |
| WSVGA              | Wide SVGA                                                          | 1072  | × | 600  | ≈ 16:9        | 16∶9          | 0.995 | 643.200     |
| HXGA               | Half Megapixel (Apple)                                             | 832   | × | 624  | 4∶3           | 4∶3           | 1∶1   | 519.168     |
| DVGA               | Double VGA                                                         | 960   | × | 640  | 3∶2           | 3∶2           | 1∶1   | 614.400     |
|                    |                                                                    | 960   | × | 720  | 4∶3           | 4∶3           | 1∶1   | 691.200     |
| HD720, 720p        | High Definition, „HD ready“                                        | 1280  | × | 720  | 16∶9          | 16∶9          | 1∶1   | 921.600     |
| XGA                | Extended Graphics Array (ursprünglich XVGA od. EVGA, Extended VGA) | 1024  | × | 768  | 4∶3           | 4∶3           | 1∶1   | 786.432     |
| WXGA               | Wide XGA (Bright View)                                             | 1280  | × | 768  | 5∶3           | 5∶3           | 1∶1   | 983.040     |
| WXGA               | Wide XGA                                                           | 1360  | × | 768  | ≈ 16:9        | 16∶9          | 1.003 | 1.044.480   |
| WXGA               | Wide XGA                                                           | 1366  | × | 768  | ≈ 16:9        | 16∶9          | 0.999 | 1.049.088   |
| WXGA               | Wide XGA                                                           | 1376  | × | 768  | ≈ 16:9        | 16∶9          | 0.992 | 1.056.768   |
| UWXGA              | Ultra Wide XGA                                                     | 1600  | × | 768  | 25∶12         | 25∶12         | 1∶1   | 1.228.800   |
| DSVGA              | Double SVGA                                                        | 1200  | × | 800  | 3∶2           | 3∶2           | 1∶1   | 960.000     |
| WXGA               | Wide XGA                                                           | 1280  | × | 800  | 8∶5           | 8∶5           | 1∶1   | 1.024.000   |
| XGA                | XGA+                                                               | 1152  | × | 864  | 4∶3           | 4∶3           | 1∶1   | 995.328     |
| OLPC               | One Laptop per Child                                               | 1200  | × | 900  | 4∶3           | 4∶3           | 1∶1   | 1.080.000   |
| WXGA+              | WXGA Plus                                                          | 1400  | × | 900  | 14∶9          | 14∶9          | 1∶1   | 1.260.000   |
| WXGA+              | WXGA Plus                                                          | 1440  | × | 900  | 8∶5           | 8∶5           | 1∶1   | 1.296.000   |
| WSXGA              | Wide SXGA                                                          | 1600  | × | 900  | 16∶9          | 16∶9          | 1∶1   | 1.440.000   |
| SXVGA, QVGA        | Super Extended VGA, Quad VGA                                       | 1280  | × | 960  | 4∶3           | 4∶3           | 1∶1   | 1.228.800   |
|                    | (Apple)                                                            | 1440  | × | 960  | 3∶2           | 3∶2           | 1∶1   | 1.382.400   |
| SXGA               | Super XGA                                                          | 1280  | × | 1024 | 5∶4           | 5∶4           | 1∶1   | 1.310.720   |
| WSXGA              | Wide SXGA                                                          | 1600  | × | 1024 | 25∶16         | 25∶16         | 1∶1   | 1.638.400   |
| SXGA+              | SXGA Plus                                                          | 1400  | × | 1050 | 4∶3           | 4∶3           | 1∶1   | 1.470.000   |
| WSXGA+             | Wide SXGA+                                                         | 1680  | × | 1050 | 8∶5           | 8∶5           | 1∶1   | 1.764.000   |
| FHD, HD1080, 1080p | High Definition, „Full HD“                                         | 1920  | × | 1080 | 16∶9          | 16∶9          | 1∶1   | 2.073.600   |
| 2K-DCI             | 2K - Digital Cinema Initiatives                                    | 2048  | × | 1080 | 256∶135       | 256∶135       | 1∶1   | 2.211.840   |
| FHD+               | Full HD+                                                           | 2160  | × | 1080 | 18:9          | 18:9          | 1∶1   | 2.332.800   |
| FHD+               | Full HD+                                                           | 2340  | × | 1080 | 2.10∶1        | 2.10∶1        | 1∶1   | 2.527.200   |
| UWFHD              | Ultra Wide FHD                                                     | 2560  | × | 1080 | 21∶9          | 21∶9          | 1∶1   | 2.764.800   |
| DFHD               | Double Full HD                                                     | 3840  | × | 1080 | 32:9          | 32:9          | 1∶1   | 4.147.200   |
| QWXGA              | Quad WXGA                                                          | 2048  | × | 1152 | 16∶9          | 16∶9          | 1∶1   | 2.359.296   |
| UXGA               | Ultra XGA                                                          | 1600  | × | 1200 | 4∶3           | 4∶3           | 1∶1   | 1.920.000   |
| WUXGA              | Wide UXGA                                                          | 1920  | × | 1200 | 8∶5           | 8∶5           | 1∶1   | 2.304.000   |
| DWUXGA             | Double WUXGA                                                       | 3840  | × | 1200 | 32:10         | 32:10         | 1∶1   | 4.608.000   |
|                    |                                                                    | 1920  | × | 1280 | 3∶2           | 3∶2           | 1∶1   | 2.457.600   |
| TXGA               | Tesselar XGA                                                       | 1920  | × | 1400 | 48:35         | 1.371         | 1∶1   | 2.688.000   |
|                    |                                                                    | 1920  | × | 1440 | 4∶3           | 4∶3           | 1∶1   | 2.764.800   |
| WQHD, 1440p        | Wide QHD (QHD), „2K“                                               | 2560  | × | 1440 | 16∶9          | 16∶9          | 1∶1   | 3.686.400   |
| 2K+                | Quad HD+                                                           | 2880  | × | 1440 | 18:9          | 18:9          | 1∶1   | 4.147.200   |
| 2K+                | Quad HD+                                                           | 2960  | × | 1440 | 18,5:9 / 19:9 | 18,5:9 / 19:9 | 1∶1   | 4.262.400   |
| UWQHD, 1440p       | Ultra Wide QHD (QHD)                                               | 3440  | × | 1440 | 21∶9          | 43:18         | 1∶1   | 4.953.600   |
| QHD 1440p          | Quad High Definition                                               | 3440  | × | 1440 | 21∶9          | 43:18         | 1∶1   | 4.953.600   |
| DQHD               | Double QHD                                                         | 5120  | × | 1440 | 32:9          | 32:9          | 1∶1   | 7.372.800   |
| SUXGA              | Super UXGA                                                         | 2048  | × | 1536 | 4∶3           | 4∶3           | 1∶1   | 3.145.728   |
| QXGA               | Quad XGA                                                           | 2048  | × | 1536 | 4∶3           | 4∶3           | 1∶1   | 3.145.728   |
| WQXGA              | Wide QXGA                                                          | 2560  | × | 1600 | 8∶5           | 8∶5           | 1∶1   | 4.096.000   |
| UWQXGA             | Ultra Wide QXGA                                                    | 3840  | × | 1600 | 2.35∶1        | 2.35∶1        | 1∶1   | 6.144.000   |
| QHD+ 1600p UW4k    | Quad High Definition Plus (Ultra Wide 4K)                          | 3840  | × | 1600 | 2.35∶1        | 2.35∶1        | 1∶1   | 6.144.000   |
| QHD+               | Quad High Definition Plus                                          | 3200  | × | 1800 | 16∶9          | 16∶9          | 1∶1   | 5.760.000   |
| QSXGA              | Quad SXGA                                                          | 2560  | × | 2048 | 5∶4           | 5∶4           | 1∶1   | 5.242.880   |
| WQSXGA             | Wide QSXGA                                                         | 3200  | × | 2048 | 25∶16         | 25∶16         | 1∶1   | 6.553.600   |
| QSXGA+             | Quad SXGA+                                                         | 2800  | × | 2100 | 4∶3           | 4∶3           | 1∶1   | 5.880.000   |
| UHD 4K, 2160p      | Ultra High Definition „4K“                                         | 3840  | × | 2160 | 16∶9          | 16∶9          | 1∶1   | 8.294.400   |
| 4K-DCI, 4K2K       | 4K - Digital Cinema Initiatives, High Definition, „4K2K“           | 4096  | × | 2160 | 256∶135       | 256∶135       | 1∶1   | 8.847.360   |
| WUHD               | Wide UHD, „5K2K“                                                   | 5120  | × | 2160 | 21∶9          | 21∶9          | 1∶1   | 11.059.200  |
|                    | Apple iMac Retina 4K                                               | 4096  | × | 2304 | 16∶9          | 16∶9          | 1∶1   | 9.437.184   |
| QUXGA              | Quad UXGA                                                          | 3200  | × | 2400 | 4∶3           | 4∶3           | 1∶1   | 7.680.000   |
| HSVGA              | Hex SVGA                                                           | 3200  | × | 2400 | 4∶3           | 4∶3           | 1∶1   | 7.680.000   |
| QWUXGA             | Quad WUXGA                                                         | 3840  | × | 2400 | 8∶5           | 8∶5           | 1∶1   | 9.216.000   |
| WQUXGA             | Wide QUXGA                                                         | 3840  | × | 2400 | 8∶5           | 8∶5           | 1∶1   | 9.216.000   |
| UHD+               | Ultra High Definition Plus, „5K“                                   | 5120  | × | 2880 | 16∶9          | 16∶9          | 1∶1   | 14.745.600  |
| HXGA               | Hex XGA                                                            | 4096  | × | 3072 | 4∶3           | 4∶3           | 1∶1   | 12.582.912  |
| WHXGA              | Wide HXGA                                                          | 5120  | × | 3200 | 8∶5           | 8∶5           | 1∶1   | 16.384.000  |
|                    | Apple Pro Display XDR                                              | 6016  | × | 3384 | 16∶9          | 16∶9          | 1∶1   | 20.358.144  |
| HSXGA              | Hex SXGA                                                           | 5120  | × | 4096 | 5∶4           | 5∶4           | 1∶1   | 20.971.520  |
| WHSXGA             | Wide HSXGA                                                         | 6400  | × | 4096 | 25∶16         | 25∶16         | 1∶1   | 26.214.400  |
| FUHD, 4320p        | Full UHD, 8K                                                       | 7680  | × | 4320 | 16∶9          | 16∶9          | 1∶1   | 33.177.600  |
| 8K-DCI             | 8K - Digital Cinema Initiatives                                    | 8192  | × | 4320 | 256∶135       | 256∶135       | 1∶1   | 35.389.440  |
| HUXGA              | Hex UXGA                                                           | 6400  | × | 4800 | 4∶3           | 4∶3           | 1∶1   | 30.720.000  |
| WHUXGA             | Wide HUXGA                                                         | 7680  | × | 4800 | 8∶5           | 8∶5           | 1∶1   | 36.864.000  |
| QUHD, 8640p        | Quad UHD, „16K“                                                    | 15360 | × | 8640 | 16∶9          | 16∶9          | 1∶1   | 132.710.400 |

### Video
| Format                     | Technik          | Breite | Höhe | Seitenverh.   | Pixel                 |
| -------------------------- | ---------------- | ------ | ---- | ------------- | --------------------- |
| VHS                        | analog           | 320    | 240  | 4:3           | 76.800 (0,08 MP)      |
| VCD (PAL)                  | digital          | 352    | 288  | 4:3           | 101.376 (0,10 MP)     |
| Hi8                        | analog           | 533    | 400  | 4:3           | 213.200 (0,21 MP)     |
| S-VHS                      | analog           | 533    | 400  | 4:3           | 213.200 (0,21 MP)     |
| LD                         | analog           | 640    | 480  | 4:3           | 307.200 (0,30 MP)     |
| SVCD (PAL)                 | digital          | 576    | 480  | 4:3           | 276.480 (0,28 MP)     |
| DVB (PAL), DVD-Video (PAL) | digital          | 720    | 576  | 4:3 oder 16:9 | 414.720 (0,41 MP)     |
| HDTV („720p“)              | digital          | 1280   | 720  | 16:9          | 921.600 (0,92 MP)     |
| FullHD („1080p“)           | digital          | 1920   | 1080 | 16:9          | 2.073.600 (2,07 MP)   |
| HD-MAC / QWXGA             | analog / digital | 2048   | 1152 | 16:9          | 2.359.296 (2,36 MP)   |
| WUXGA                      | digital          | 1920   | 1200 | 16:10         | 2.304.000 (2,30 MP)   |
| 2K                         | digital          | 2048   | 1536 | 4:3           | 3.145.728 (3,15 MP)   |
| UHDV-1 („2160p“)           | digital          | 3840   | 2160 | 16:9          | 8.294.400 (8,30 MP)   |
| 4K                         | digital          | 4096   | 3072 | 4:3           | 12.582.912 (12,58 MP) |
| UHDV-2                     | digital          | 7680   | 4320 | 16:9          | 33.177.600 (33,20 MP) |
| UHXGA                      | digital          | 7680   | 4800 | 16:10         | 36.864.000 (36,90 MP) |

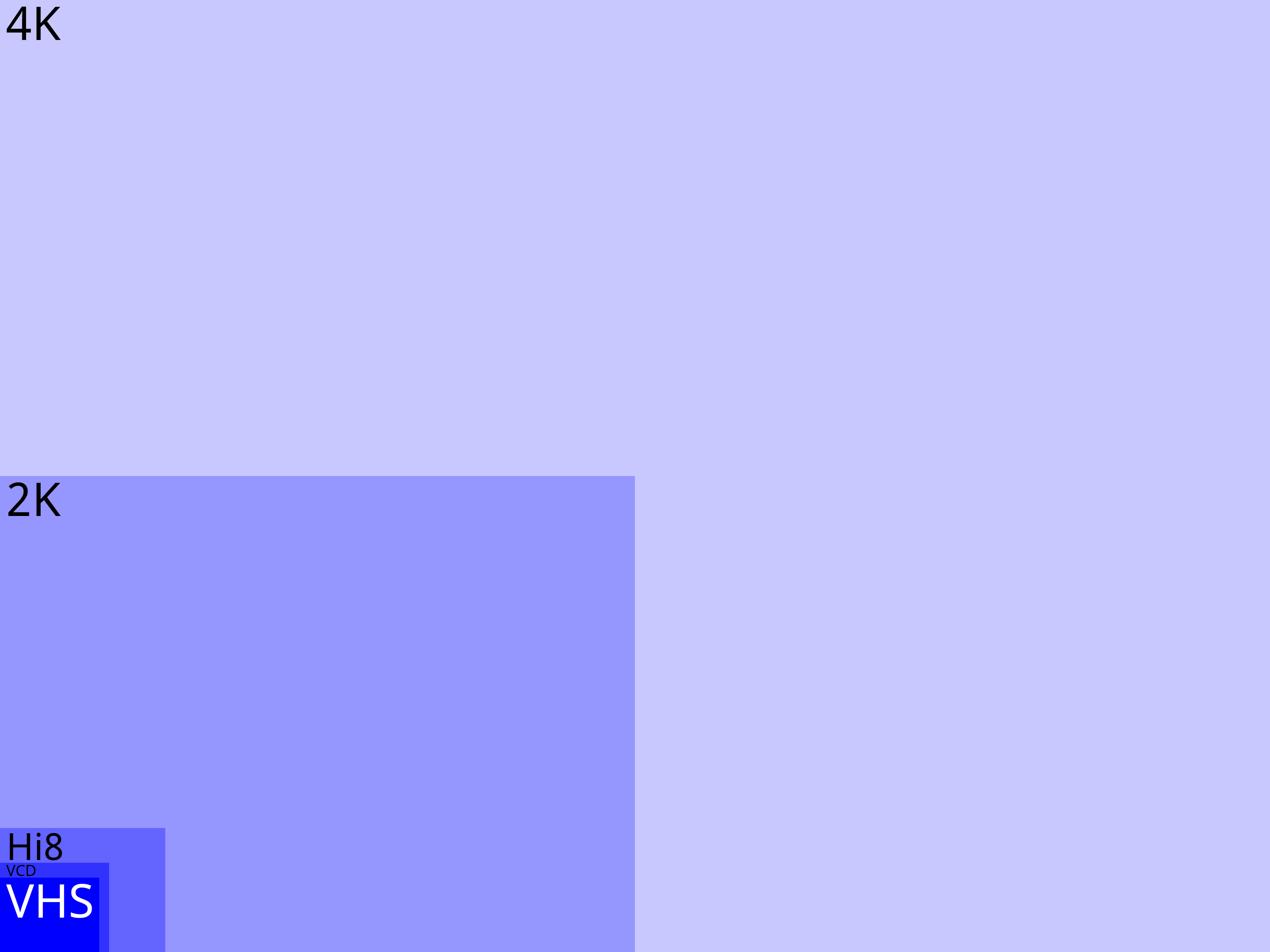
Videoformate (4:3) im Vergleich

Alle Videoformate siehe Videoauflösung

### Fotografie
Für das Auflösungsvermögen von Filmen und Optiken siehe Auflösung (Fotografie).
In der Digitalfotografie wird die gerundete Gesamtzahl der Bildpunkte in Megapixeln (MP) als Anhaltspunkt für die theoretisch erreichbare Qualität angegeben. Die tatsächliche Bildqualität hängt aber von vielerlei Faktoren ab – die Pixelanzahl allein lässt keine Aussage zu. Tatsächlich war in den Anfangsjahren der Digitalfotografie die Zahl der Pixel aus Kostengründen sehr stark eingeschränkt und damit der bestimmende Qualitätsfaktor. Heute sind hingegen oft die Optik und das Rauschverhalten des Sensors qualitätsbestimmend.
Neben einem Seitenverhältnis von 4:3, welches früher oft vorherrschte, gibt es nun zunehmend auch das 3:2-Format des klassischen Kleinbilds. Fotokameras mit nativem 16:9-Format sind weiterhin selten.
Eine Liste gängiger Pixel-Anordnungen findet sich unter Bildauflösungen in der Digitalfotografie.